# Lac-des-Seize-Îles
Lac-des-Seize-Îles är en kommun och ett fritidshusområde runt sjön Lac des Seize Îles i provinsen Québec i Kanada. Kommunen ligger i regionen Laurentides, i den sydöstra delen av landet, 110 km nordost om huvudstaden Ottawa.